# 吉川良三
吉川 良三（よしかわ りょうぞう、1940年 - ）は、日本の経営学者。東京大学大学院経済学研究科「ものづくり経営研究センター」の特任研究員、日韓IT経営協会会長。

## 来歴
1940年、大分県生まれ。1965年、神奈川大学工学部電気工学科を卒業。同年4月、日立製作所に入社。日立在籍中は、CAD/CAM向けシステムのソフトウェア開発に従事。1989年、日本鋼管株式会社（現JFEスチール、JFEエンジニアリング）へ移籍し、エレクトロニクス本部開発部長に就任。次世代CAD/CAMシステムの開発を手掛る。1987年に知り合った、サムスン電子の李健煕会長と知り合い、何度もサムスンの見学を行い当時会社の体を成していない企業状況を目の当たりにする。1993年、李会長に誘われサムソン電子へ移籍し、韓国へ渡る。94年から常務取締役に就任し、2004年まで日本式の経営手法からCAD/CAMを中心とした開発革新業務を推進。帰国後は、東大経済学研究科ものづくり経営研究センターの特任研究員に就任。2006年には日韓IT経営協会を立ち上げ、会長に就任。2008年、立命館大学大学院イノベーションセンター客員研究員に就任。2009年、埼玉大学大学院情報処理研究科の非常勤講師に就任、現在に至る。

## 番組出演
- たかじんNOマネー〜人生は金時なり〜（テレビ大阪）2011年10月22日
- ニュースの深層（朝日ニュースター）2012年11月17日

## 著書
- 危機の経営、2009年9月 講談社※共著
- サムスンの決定はなぜ世界一速いのか、 2011年4月角川書店
- 勝つための経営、2012年4月 講談社※共著